# 김태호 (1908년)
김태호(金泰昊, 일본식 이름: 金安泰昊가네야스 다이코, 1908년 9월 ~ ?)는 일제강점기의 만주국 관료로, 본적은 함경북도 부령군 부령면이다.

## 생애
1933년 3월 경성제국대학 법과를 졸업했으며 1933년 4월부터 1933년 11월 졸업할 때까지 만주국 대동학원에 재학했다. 1933년 10월 11일부터 1935년까지 만주국 펑톈 성(봉천성) 류허 현 속관으로 근무했고 1935년 만주국 정부로부터 건국대전기념장을 받았다. 류허 현 속관으로 근무하는 동안 동변도치안숙정공작(일제가 남만주 지역 일대에서 활동하던 항일 세력을 파괴하기 위해 조직한 공작)에 적극 참여하여 일제의 항일 세력 탄압에 적극 협력했다.
만주국 민정부 척정사 속관(1935년 12월 ~ 1937년 4월)과 만주국 개척총국 척지처 조사과 사무관(1939년 1월 ~ 1941년 3월)을 역임했으며 1937년 5월 2일 만주국 정부로부터 훈7위 주국장(柱國章)을 받았다. 만주국 협화회 수도계림분회 부회장(1940년 1월 선임)과 중앙본부 실천부 부원(1941년 3월 선임), 중앙본부 조사부 참사(1942년 선임)를 역임하는 동안 일제의 만주국 지배와 침략 전쟁에 적극 협력했고 조선인교육후원회 간사(1940년 8월 선임)를 역임하면서 일제의 황민화 교육 정책 시행을 적극 주도했다.
1940년 7월 15일 만주국 정부로부터 훈6등 주국장, 1941년 7월 7일 만주국 정부로부터 국세 조사 기념장을 받았으며 1941년 11월 7일 협화의용봉공대 선계중대 육성위원으로 선임되었다. 1942년 2월 만주국 협화회 산하 기구인 조선인보도분과위원회 설치를 주도했으며 재만 조선인의 근로동원운동을 적극 추진했다. 또한 각종 강연회와 집필 활동 등을 통해 조선인의 침략 전쟁 동원에 적극 협력했다.
1943년 8월 만주국 대동학원 연구소 연구원, 1944년 12월 만주국 국무원 총무청 지방처 참사관으로 각각 선임되었으며, 1945년 5월 15일 만주국 국무원 총무청 관방 참사관으로 임명되었다. 
광복 이후에 조선중앙고무공업소 사장 등을 역임한 것 이외에는 행적이 남아 있지 않다. 
민족문제연구소의 친일인명사전 수록자 명단의 해외 부문, 친일반민족행위진상규명위원회가 발표한 친일반민족행위 705인 명단에 포함되었다.

## 참고자료
- 친일반민족행위진상규명위원회 (2009). 〈김태호〉. 《친일반민족행위진상규명 보고서 Ⅳ-4》. 서울. 454~481쪽.